# Manuel Pozzerle
Manuel Pozzerle, née le 4 février 1979, est un snowboardeur italien.

## Palmarès

### Jeux paralympiques d'hiver
- Jeux paralympiques d'hiver de 2018
  -  Médaille d'argent en Snowboard Cross